# أدوات إدارة الحملات
في الماضي، كانت الحملات السياسية تُجرى باستخدام الطرق التقليدية للتواصل الشخصي، مثل شراء وسائل الإعلام المرئية والمسموعة والإعلانات المطبوعة والبريد المباشر. ومع ذلك، فقد غيرت الشهرة الواسعة التي اكتسبها الإنترنت من الطرق التي تخاطب بها الحملات الناخبين وأيضًا من الطريقة التي تحافظ بها الحملات على اتصالاتها بين العاملين بالحملة والمتطوعين والمستشارين السياسيين وتوصيل الحملة لرسالتها عبر الشبكة العنكبوتية والبريد الإلكتروني وأشكال التفاعل على الشبكة العنكبوتية.
كذلك، تستخدم الحملات عددًا متزايدًا من الأدوات التي تساعد في الحسابات وإدارة الاتصالات والتعامل مع التشريعات الحكومية المعقدة بنحو كبير.
ولا يزال أفضل تطبيق لهذا النوع من الأدوات محلاً للنقاش، فقد بدأ السياسيون في بعض الولايات بإنشاء مواقع إلكترونية ومدونات (أو «صفحات إلكترونية») ذات درجات مختلفة توضح نجاحاتهم. واستُخدمت البرامج الاجتماعية ليستفيد منها السياسيون، ومع ذلك، وفي نفس الوقت، تعرض الشركات الأدوات التي تساعد في اختراق المسئولية الاجتماعية، متضمنة رسائل البريد العشوائي. وتتظاهر شركات أخرى بأنها وكالات اقتراع شرعية، محاولةً التأثير على الناخبين من خلال الأسئلة المركبة، فيما يُسمى «الاستطلاع بالهاتف المتحيز لمرشح».
ويتيح بعض من هذه الأدوات إمكانية تشكيل المجموعات المحلية، حيث تعطي هذ المجموعات المشكلة سريعًا الثقة للمواطنين بأنهم ليسوا وحدهم، وتُلهم العمل الجماعي. وكما تنبأ قانون ريد، بأن الأدوات التي تُمكّن من تشكيل مجموعات على حواف شبكة العمل (Edge Tools)، تقوم بتوصيل قيمة يمكن قياسها واتضح ذلك عند استخدام الاجتماعات وتشجيع المحليات في حملة هوارد دين. بينما يرى العديد من النشطاء والتقنيين قيمة كبرى في هذه الأدوات، نجد أنه يخشى العديد من العاملين في الحملات من فقدان السيطرة على زمام الأمور. وتظل أيضًا قيمة هذه الأدوات عند استخدامها في الحملات ذات المستوى الأقل من مستوى الحملات الرئاسية غير مؤكدة.
هناك بعض أنواع الأدوات الخاصة بإدارة الحملات على الإنترنت لا تمتلك مثل هذه الطرق المعنية بتنظيم الأشخاص، فهناك عدد متزايد من الشركات التي تقدم برامج على الشبكة العنكبوتية لاستبدال أنظمة قاعدة البيانات التي تتطلب شبكة أو جهاز كمبيوتر بعينه. ومن خلال إتاحة قواعد البيانات الخاصة بالحصول على التصويت (GOTV)/تتبع الناخب وجمع التبرعات والحسابات وإدارة الحملة للوصول من أي موقع، يسمح هؤلاء البائعون بالاستفادة من الموارد التي يوفرها العديد من الأفراد والعاملين في الحملة في منازلهم وموسعين بذلك استخدام أساليب تنظيم الحملات الانتخابية الموزعة.